# بنك قبرص

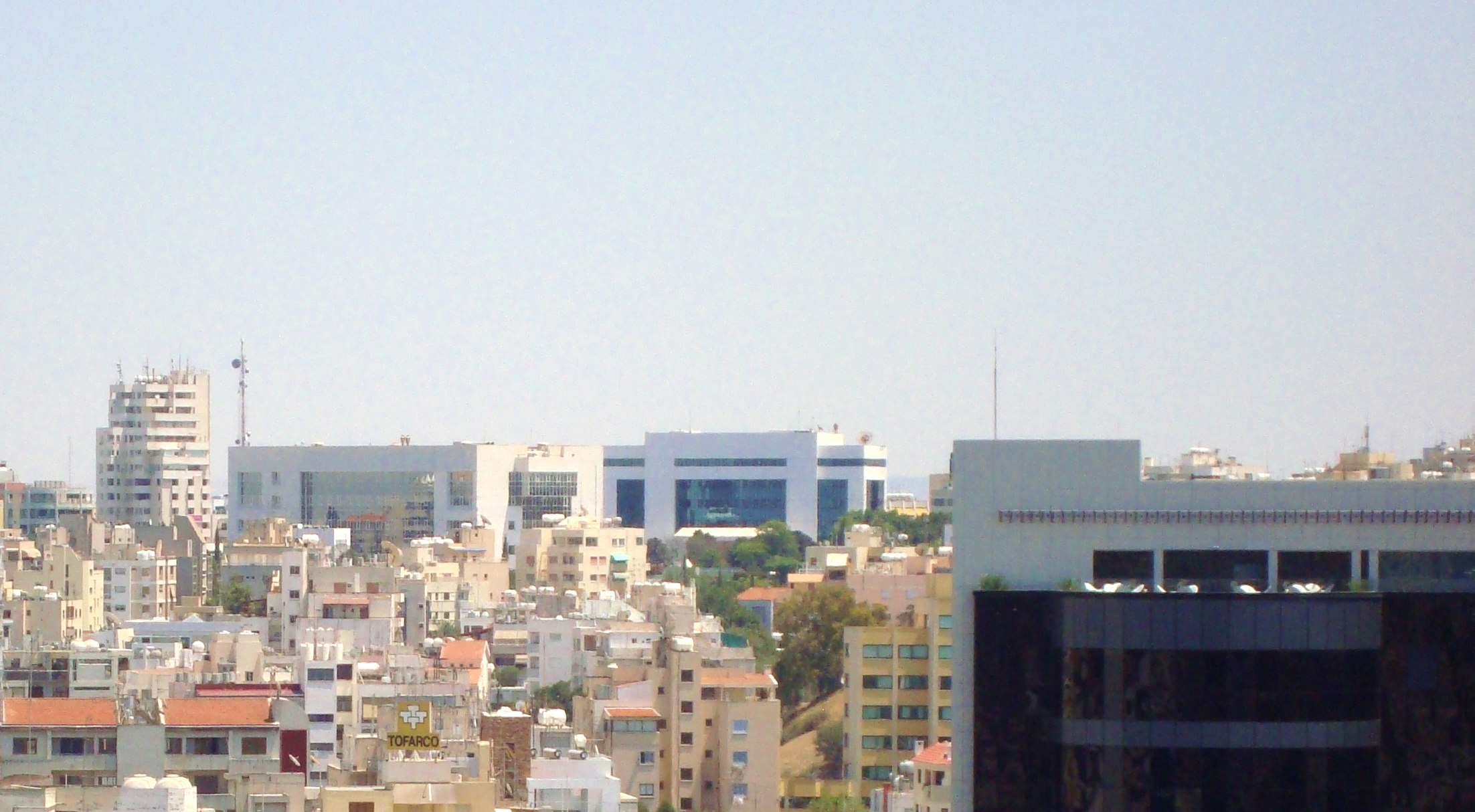
مقر بنك قبرص بجانب البنك المركزي القبرصي

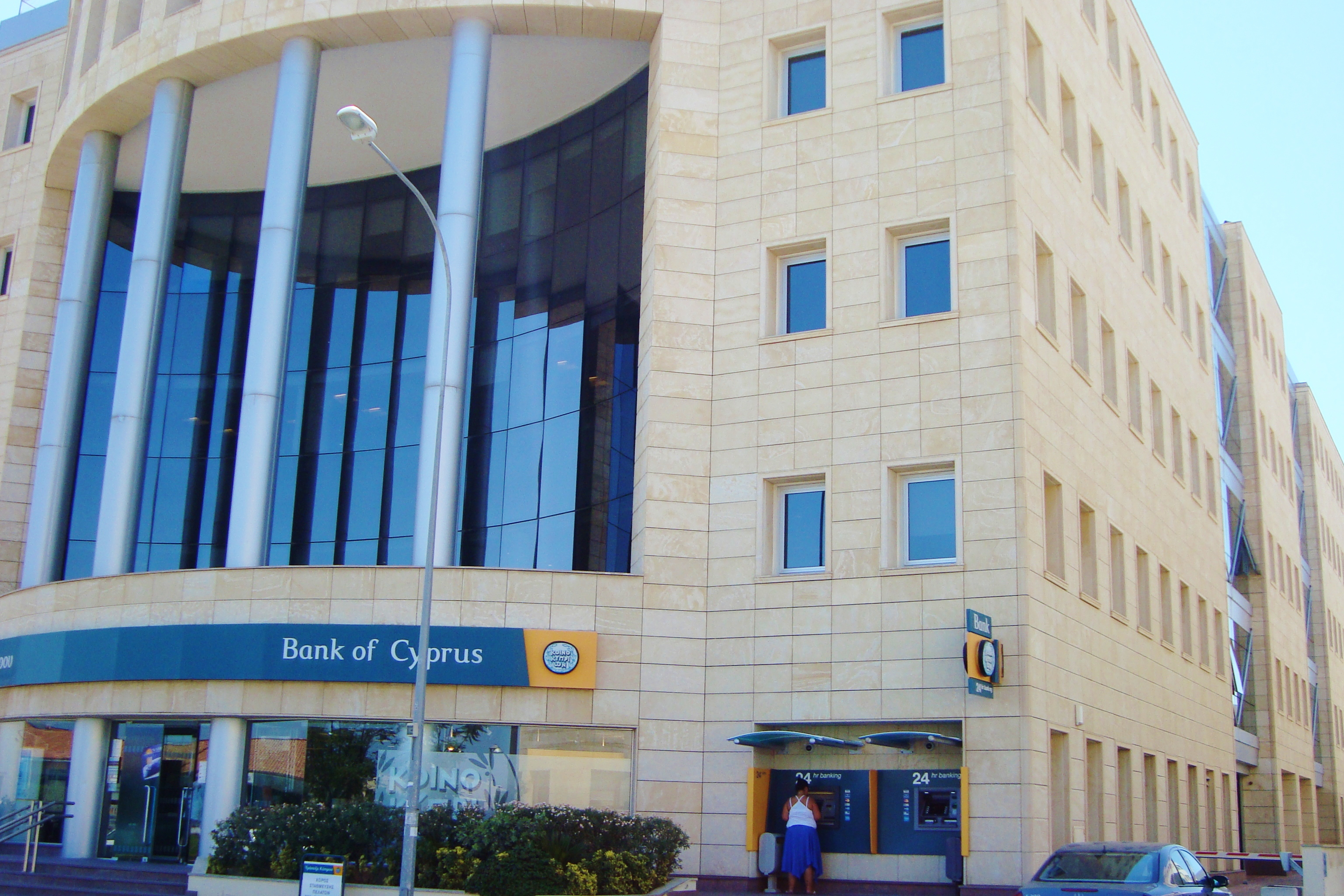
مكاتب بنك قبرص الجديدة في نيقوسيا

بنك قبرص هو بنك خدمات مالية قبرصية تأسس عام 1899م ومقره في ستروفولوس في قبرص.

## روابط خارجية
- الموقع الرسمي
- الموقع الرسمي لبنك قبرص الثقافي
- الموقع الرسمي لبنك قبرص للأورام